# Lijst van talen in Namibië
Dit is een lijst van gesproken talen in Namibië. 

## Officiële taal
- Engels

## Nationale talen

### Bantoetalen
Okavangogebied:
- Diriku
- Kwangali
- Mashi
- Mbukushu

Owamboland (Oshiwambo):
- Kolonkadhi
- Kwaludhi
- Kwambi
- Kwanyama
- Mbadja
- Mbalantu
- Ndonga
- Ngandyera

Caprivi:
- Fwe
- Subiya
- Yeyi
- Lozi

Overige bantoetalen:
- Herero
- Zemba
- Tswana

### Khoisantalen
- Hai//om
- Ju/'hoan
- 'ein
- Kung-Ekoka
- Kxoe
- Nama
- Naro
- !Xóõ

### Indo-Europese talen
- Afrikaans
- In de hoofdstad Windhoek, in plaatsen als Swakopmund en op commerciële farms is het Duits een zeer gangbare taal.

## Overige taal
- Namibische gebarentaal, zeer verwant aan Zuid-Afrikaanse gebarentaal, dialecten tussen twee scholen duidelijk te onderscheiden.

Afrika · België · China · Comoren · Duitsland · Europa · Frankrijk · India · Indonesië · Israël · Luxemburg · Madagaskar · Mayotte · Namibië · Nederland · Réunion · Rusland · Spanje · Suriname · Taiwan · Verenigde Staten · Zuid-Afrika · Zwitserland